# Mk III (крейсерский танк)
Крейсерский танк Mk.III (англ. Tank Cruiser Mk.III), A13 Mk. I — британский крейсерский танк 1930-х годов, лёгкий по массе. В начале 1937 года в Великобританию прибыл купленный за 8000 фунтов стерлингов у американского конструктора Д. У. Кристи танк M1931. Машина не имела башни. Танк получил индекс А13Е1 (№ T.2086). Фактически он стал основой для разработки собственного танка, первый прототип которого, A13E2 (№ T.2085), был готов к 7 октября 1937 года. В начале 1938 года был построен второй прототип А13Е3 (№ T.3642). Весной с фирмой Nuffield Mechanization & Aero был заключен контракт T.5114 на изготовление 65 танков (№№ T.4385 — T.4449). Первый серийный танк был собран к декабрю 1938 года, однако сдать его смогли только весной следующего года. Весь контракт был выполнен с апреля по декабрь 1939 года. Новый танк оказался крайне ненадёжным и обладал массой недостатков, поэтому в массовое производство запущен не был. Выпущенные машины ограниченно использовались во Франции в 1940 году и в Северной Африке в 1941 году.

## Состоял на вооружении
- Великобритания